# 䓛
䓛，也称𬜴，是一種多環芳香烴，化学式为C
18H
12，由四個稠合苯環組成。它是煤焦油的一種天然成分，最早是從煤焦油中分離和定性。它也存在於雜酚油中，含量為0.5–6mg/kg。
䓛的英文“chrysene”起源於希臘語Χρύσoς (chrysos)，意思是“金”，由於其晶體的金黃色，被認為是化合物在分離時的正確顏色和特徵。然而，高純度的䓛是無色的，黃色是由於其微量的橙黃色異構體並四苯，其不易分離。

## 產生
䓛是煙草煙霧的成分之一。

## 安全性
與其他多環芳香烴一樣，䓛被懷疑是人類致癌物。一些證據表明它會導致實驗室動物患癌，但䓛經常被更強烈的致癌化合物污染。據估計，䓛的毒性約為苯并[a]芘的1%。